# Ineta Radēviča
Ineta Radēviča (ur. 13 lipca 1981 w Krasławie) – łotewska lekkoatletka specjalizująca się w skoku w dal oraz trójskoku
Międzynarodową karierę rozpoczynała w roku 1999 od startu w mistrzostwach Europy juniorów, a w 2000 brała udział w mistrzostwach świata juniorów. W 2003 wywalczyła dwa brązowe medale (w skoku w dal i trójskoku) podczas rozegranych w Bydgoszczy młodzieżowych mistrzostw Europy. Bez powodzenia startowała w igrzyskach olimpijskich w Atenach (2004). W 2009 miała przerwę w startach i urodziła dziecko. Złota medalistka mistrzostw Europy w skoku w dal z roku 2010. W barwach Europy brała udział w pucharze interkontynentalnym w Splicie (2010). W 2011 zdobyła brąz mistrzostw świata, lecz w 2017 roku przyznano jej srebrny medal po dyskwalifikacji Olgi Kuczerienko. Stawała na podium mistrzostw Łotwy, reprezentowała kraj w pucharze Europy. Podczas studiowania w Stanach Zjednoczonych zdobywała medale mistrzostw NCAA. Rekordzistka Łotwy w skoku w dal.
Jej mężem jest Piotr Sczastliwy, rosyjski hokeista. 12 lutego 2009 roku Ineta urodziła syna Marksa.
W październiku 2012 została odznaczona Orderem Trzech Gwiazd IV klasy, a w grudniu 2012 ogłosiła zakończenie kariery sportowej.
W maju 2019 roku po ponownej analizie próbek pobranych od niej podczas Letnich Igrzysk Olimpijskich 2012 w Londynie została zdyskwalifikowana za użycie środków dopingujących – anulowane zostały wszystkie jej starty odbyte między 8 sierpnia 2012 a 7 sierpnia 2014, a także otrzymała ona dwuletnią dyskwalifikację, które bieg kończy się 21 listopada 2020.

## Osiągnięcia
| Rok  | Impreza                        | Miejsce    | Konkurencja | Lokata            | Wynik |
| ---- | ------------------------------ | ---------- | ----------- | ----------------- | ----- |
| 1999 | Mistrzostwa Europy juniorów    | Ryga       | skok w dal  | el. – 17. miejsce | 5,70  |
| 2000 | Mistrzostwa świata juniorów    | Santiago   | skok w dal  | el. – 14. miejsce | 5,93  |
| 2000 | II liga pucharu Europy         | Kowno      | trójskok    | 5. miejsce        | 12,80 |
| 2002 | I liga pucharu Europy          | Sewilla    | skok w dal  | 5. miejsce        | 6,06  |
| 2002 | I liga pucharu Europy          | Sewilla    | trójskok    | 5. miejsce        | 13,36 |
| 2003 | II liga pucharu Europy         | Århus      | skok w dal  | 1. miejsce        | 6,45  |
| 2003 | II liga pucharu Europy         | Århus      | trójskok    | 1. miejsce        | 13,70 |
| 2003 | Młodzieżowe mistrzostwa Europy | Bydgoszcz  | skok w dal  | 3. miejsce        | 6,70  |
| 2003 | Młodzieżowe mistrzostwa Europy | Bydgoszcz  | trójskok    | 3. miejsce        | 14,04 |
| 2004 | Halowe mistrzostwa świata      | Budapeszt  | skok w dal  | el. – 20. miejsce | 6,37  |
| 2004 | Igrzyska olimpijskie           | Ateny      | skok w dal  | el. – 12. miejsce | 6,53  |
| 2004 | Igrzyska olimpijskie           | Ateny      | trójskok    | el. – 20. miejsce | 14,12 |
| 2005 | Halowe mistrzostwa Europy      | Madryt     | skok w dal  | 4. miejsce        | 6,58  |
| 2005 | II liga pucharu Europy         | Tallinn    | skok w dal  | 1. miejsce        | 6,80  |
| 2005 | Mistrzostwa świata             | Helsinki   | skok w dal  | el. – 21. miejsce | 6,18  |
| 2006 | Halowe mistrzostwa świata      | Moskwa     | skok w dal  | 4. miejsce        | 6,54  |
| 2006 | I liga pucharu Europy          | Praga      | skok w dal  | 4. miejsce        | 6,22  |
| 2007 | Halowe mistrzostwa Europy      | Birmingham | skok w dal  | 8. miejsce        | 6,40  |
| 2008 | Halowe mistrzostwa świata      | Walencja   | skok w dal  | 6. miejsce        | 6,54  |
| 2010 | Mistrzostwa Europy             | Barcelona  | skok w dal  | 1. miejsce        | 6,92  |
| 2010 | Puchar interkontynentalny      | Split      | skok w dal  | 4. miejsce        | 6,55  |
| 2011 | Halowe mistrzostwa Europy      | Paryż      | trójskok    | el. – 12. miejsce | 13,89 |
| 2011 | Mistrzostwa świata             | Daegu      | skok w dal  | 2. miejsce        | 6,76  |
| 2012 | Mistrzostwa Europy             | Helsinki   | skok w dal  | 5. miejsce        | 6,55  |
| 2012 | Igrzyska olimpijskie           | Londyn     | skok w dal  | 4. miejsce DSQ    | 6,88  |

## Rekordy życiowe

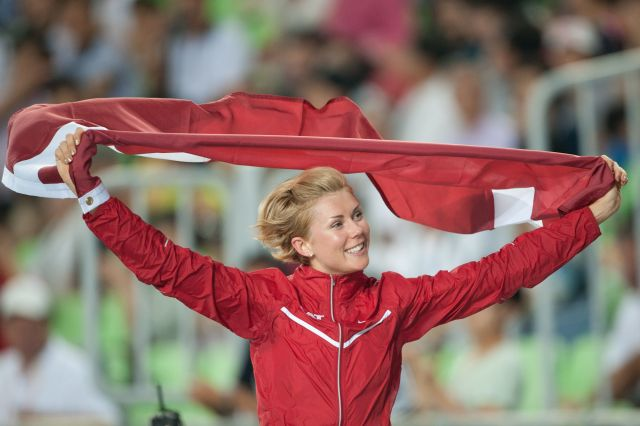
Ineta Radēviča na mistrzostwach świata w Taegu (2011)

| Konkurencja       | Wynik | Data             | Miejsce    | Uwagi        |
| ----------------- | ----- | ---------------- | ---------- | ------------ |
| Skok w dal        | 6,92  | 28 lipca 2010    | Barcelona  | rekord Łotwy |
| Skok w dal (hala) | 6,67  | 2 marca 2007     | Birmingham |              |
| Trójskok          | 14,12 | 21 sierpnia 2004 | Ateny      |              |
| Trójskok (hala)   | 13,89 | 27 stycznia 2010 | Moskwa     |              |
| Trójskok (hala)   | 13,89 | 4 marca 2011     | Paryż      |              |